# Протести у Грчкој (2010—2012)
Протести против штедње у Грчкој укључују низ демонстрација и општих штрајкова који су се догодили широм земље. Догађаји, који су почели 5. маја 2010. године, били су изазвани плановима да се смањи јавна потрошња и повећају порези као мера штедње у замену за штедњу у износу од €110 милијарди, чији је циљ био решавање дужничке кризе грчке владе. Три особе су убијене 5. маја на једној од највећих демонстрација у Грчкој још од 1973. године.
Дана 25. маја 2011, активисти против штедње организоване од стране „Direct Democracy Now!” покрета, познатог као Покрет огорчених грађана (грч. Κίνημα Αγανακτισμένων Πολιτών, Kínima Aganaktisménon-Politón), почео је са демонстрацијама у великим градовима широм Грчке. Овај други талас демонстрација показао се другачијим од претходних година по томе што није био партизански, већ мирни протести. Неки од догађаја касније су постали насилни, посебно у Атини. Инспирисани протестима против штедње у Шпанији, ове демонстрације су у потпуности биле организоване користећи Услуге друштвеног умрежавања, што им је донело надимак „May of Facebook”. Демонстрације и седнице званично су окончане када је општинска полиција 7. августа 2011. уклонила демонстранте са Солунског трга Бела кула.
Током 29. јуна 2011. године дошло је до насилних сукоба између полиције и активиста док је грчки парламент изгласао прихватање захтева Европске уније за штедњу. Инциденте полицијске бруталности пријавили су међународни медији као што су Би-Би-Си, Гардијан, CNN iReport и Њујорк тајмс, као и академска истраживања и организације Амнести интернашонала. Атински тужилац се сложио са истрагом оптужби за претерану употребу сузавца, као и наводну употребу других канцерогених хемијских супстанцил. Од 2011. истрага је у току.